# Anorak
Un anorak o parka es un tipo de prenda de abrigo impermeable con capucha, recubierta a menudo de piel natural o de imitación, para protegerse de las bajas temperaturas, de la lluvia y del viento.
Esta clase de ropa, hecha originalmente de piel de caribú, fue inventada por los inuit (esquimales) de la región ártica, que necesitaban un abrigo que fuera capaz de protegerlos contra el frío y la lluvia durante la caza y los desplazamientos en kayak. La palabra anorak viene de anoraq, una palabra kalaallisut, mientras que el origen de la palabra parka procede del aleutiano. El anorak original guardaba el calor de las ropas que los inuit vestían debajo del mismo. Ciertos tipos de anoraks de los inuit estaban impregnados con aceite de pescado para resistir al agua.

## Diferencias entre anorak y parka

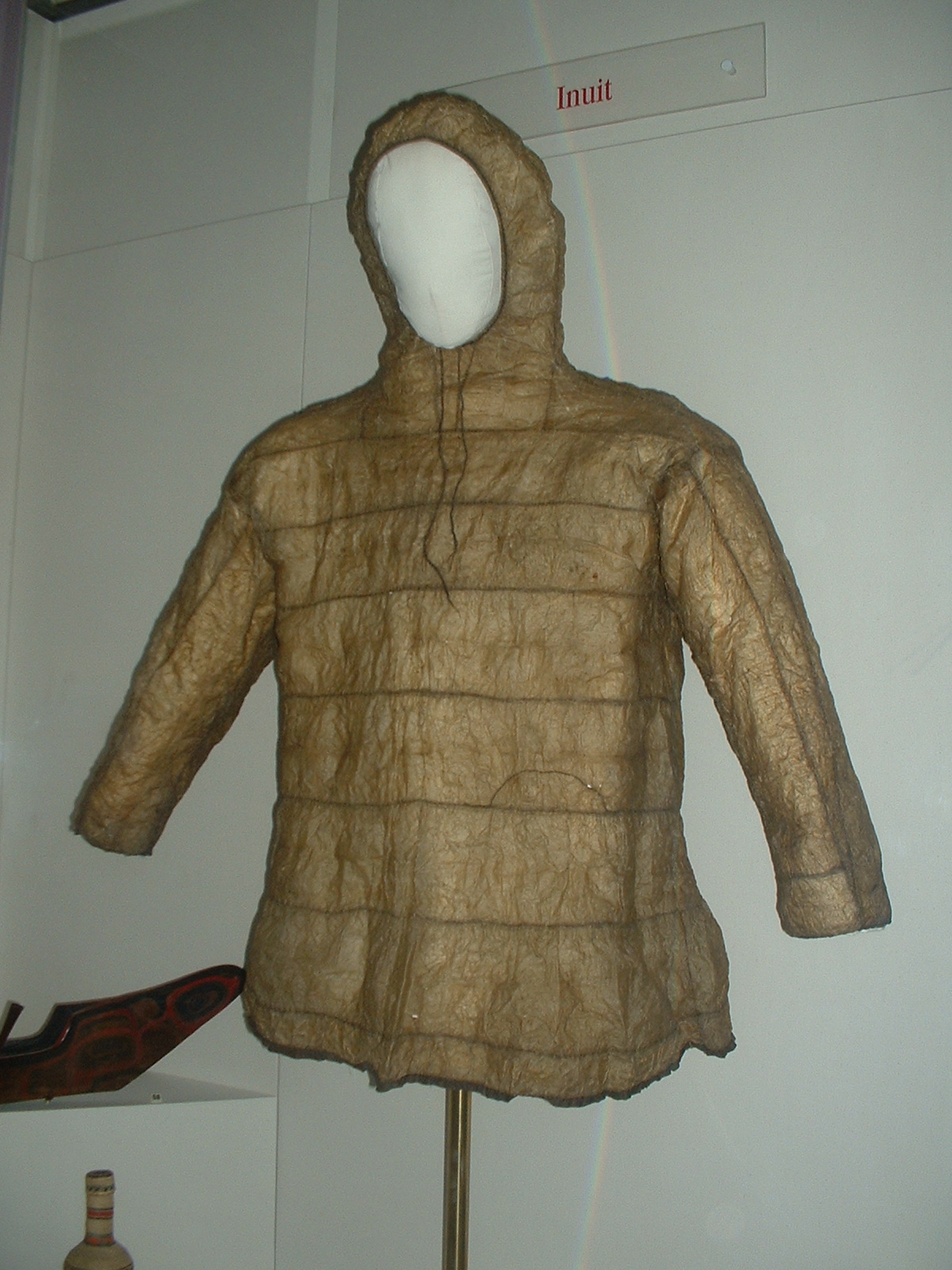
Un anorak esquimal, la prenda original.

Las palabras "anorak" y "parka" son de uso indistinto actualmente, pero cuando fueron recién introducidos describían ropa algo diferente, y la distinción todavía es mantenida por algunos. En sentido estricto, un anorak es una chaqueta impermeable con una capucha y lazos en la cintura y los puños; mientras que una parka es una chaqueta a la cadera o a media pierna resistente al frío con capucha, rellena generalmente con fibra sintética que conserva el calor, y tiene una tira de pelo o de piel alrededor de la capucha.
Un anorak implicó original y específicamente una chaqueta tipo suéter sin cremallera ni botones, pero esta distinción ahora se pierde en gran parte, y mucha ropa con una abertura delantera ahora se describe como anorak.

## Impacto cultural
En los años 60 la parka se convirtió en un símbolo de la moda mod, como el abrigo típico al montar sus scooters. Su uso entre la juventud inglesa se difundió por las fotografías de los periódicos y revistas mostrando "mods" vestidos con parkas durante los alborotos que formaban los días de Bank holiday en los años 60.
- Datos: Q567688
- Multimedia: Anorak / Q567688